# Edward Bonisławski

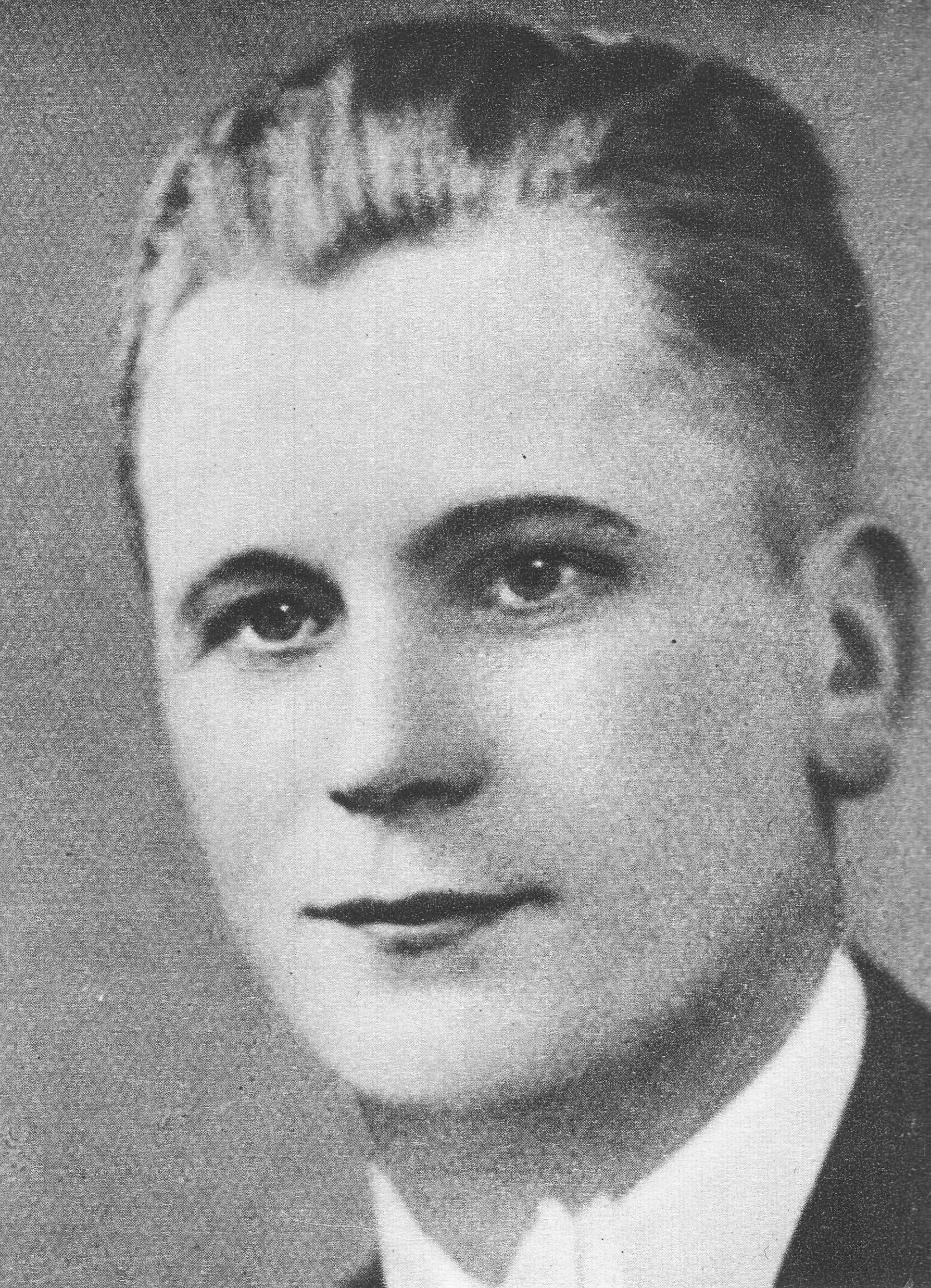
Edward Bonisławski

Edward Bonisławski ps. Edek, Zbyszek (ur. 6 marca 1910 w Orzycu w powiecie Maków Mazowiecki, zm. 21 kwietnia 1943 w Warszawie) – działacz komunistyczny, współzałożyciel Stowarzyszenia Przyjaciół ZSRR, członek Sztabu Głównego Gwardii Ludowej.

## Życiorys
Pochodził z biednej rodziny chłopskiej, był synem Juliana. Po ukończeniu szkoły powszechnej praktykował u stolarza, po czym wyjechał do Gdyni, gdzie znalazł zatrudnienie w stoczni. W 1936 wstąpił do Komunistycznej Partii Polski. W 1937 za udział w strajku stoczniowców został aresztowany i osadzony w więzieniu, a następnie pozbawiony prawa pobytu na terenie Gdyni. Wyjechał do Warszawy, gdzie przebywał również w czasie okupacji niemieckiej. Przy jego współudziale powstała na Żoliborzu komórka organizacji konspiracyjnej Stowarzyszenia Przyjaciół ZSRR. Współredagował pismo Stowarzyszenia pod tytułem „Za wolność”, które odbijano na powielaczu w jego mieszkaniu, oraz kolejne pisma Stowarzyszenia – „Wieści ze Świata” i „Do zwycięstwa”. Utrzymywał kontakty z organizacją Rewolucyjne Rady Robotniczo-Chłopskie „Młot i Sierp”. 
Jesienią 1941, po aresztowaniach, jakie spadły na Stowarzyszenie Przyjaciół ZSRR, związał się ze Związkiem Walki Wyzwoleńczej. Pracował w jego Wydziale Wojskowym i tworzył w Warszawie lewicowe grupy zbrojne. Na początku 1942 wstąpił do Polskiej Partii Robotniczej (uczestniczył w jej zebraniu założycielskim) oraz do Gwardii Ludowej. Został pierwszym sekretarzem Komitetu Dzielnicowego PPR na Żoliborzu. Po utworzeniu Sztabu Głównego Gwardii Ludowej wszedł w jego skład; odpowiadał za sprawy zaopatrzenia i broni. 
Należał do współorganizatorów akcji bojowych na terenie Warszawy, między innymi 30 listopada 1942 na Komunalną Kasę Oszczędności i 28 lutego 1943 na Państwową Wytwórnię Papierów Wartościowych. Podczas powstania w getcie warszawskim organizował dostawy broni dla bojowników Żydowskiej Organizacji Bojowej i uczestniczył w akcjach zdobywania broni na Niemcach. W czasie jednej z takich akcji na Żoliborzu 21 kwietnia 1943 został ciężko ranny, a następnie dobity przez Niemców.
28 grudnia 1945 Edward Bonisławski został odznaczony pośmiertnie Krzyżem Srebrnym Orderu Virtuti Militari. 